# Tom Kenny
Thomas Kenny, dit Tom Kenny, né le 13 juillet 1962 à Syracuse, dans l'État de New York, est un acteur et humoriste américain.
Il est surtout connu pour être la voix de Bob l'éponge dans la série du même nom. Il y interprète aussi Patchy le pirate, cette fois en prise de vues réelles, mais aussi Gary l'escargot et le narrateur (dont la voix est inspirée de Jacques-Yves Cousteau). 
Il est aussi le narrateur de la série de Cartoon Network : Les Super Nanas. Outre des voix dans des dessins animés, Tom Kenny a fait partie du casting de l'émission télévisée de la Fox Broadcasting Company : The Edge et du programme de scène comique de Home Box Office, Mr. Show où il a travaillé avec Jill Talley avec qui il s'est marié. Il fait régulièrement la voix du Roi de Glace dans la série animée Adventure Time, Lord Mission in Nom de code : Kids Next Door et des personnages secondaires dans Scooby-Doo : Mystères associés. Depuis 2007, il présente une émission sur la chaine Turner Classic Movies dans laquelle il encourage les jeunes enfants à voir des films en noir et blanc.

## Biographie
Thomas James Kenny naît le 13 juillet 1962 à Syracuse, dans l'État de New York.

### Carrière musicale
Kenny était le chanteur principal d'un groupe de Syracuse qui s'appelait The Tearjerkers au début des années 1980. Il remplaçait le chanteur original Buddy Love. Syracuse l'Été est la chanson la mieux connue du groupe. En 1992, Kenny apparaissait régulièrement dans le show musical de National Broadcasting Company : Friday Night Videos. En 1996, Tom Kenny est apparu avec son épouse Jill Talley, dans le clip Tonight, Tonight, des Smashing Pumpkins. Ils jouent un couple qui part en lune de miel sur la Lune. La vidéo très populaire a gagné six MTV Video Music Awards. Tom Kenny est aussi apparu dans le clip Sing du groupe Travis.

### Travail dans les voix

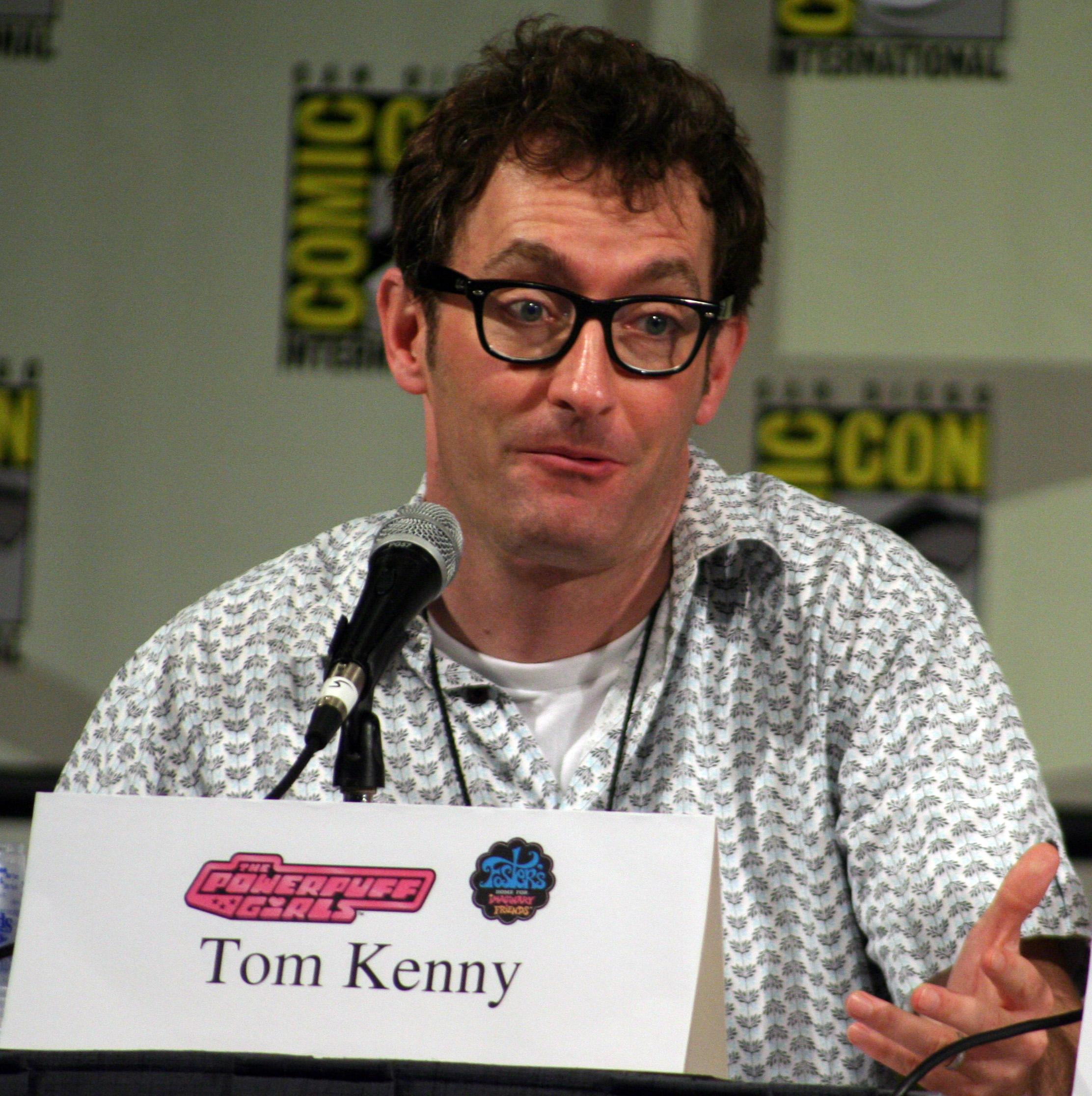
Tom Kenny, au Comic-Con 2008.

Connu pour prêter sa voix au personnage Bob l'éponge dans la série d'animation éponyme depuis sa diffusion initiale en 1999, Tom Kenny a prêté sa voix à plus de 200 productions. Il révèle que, de toutes les productions, celui qu'il a préféré incarner est La Limace dans Camp Lazlo. Kenny explique qu'il « joue des personnages de couleur jaune pour plusieurs raisons. ».
À partir du jeu vidéo Spyro 2: Gateway to Glimmer sorti en 1999, il devient une voix récurrente du personnage du dragon Spyro. Il reprend le personnage l'année d'après dans Spyro: Year of the Dragon, en 2002 dans Spyro: Enter the Dragonfly, ainsi qu'en 2018 dans Spyro Reignited Trilogy,.
Joe Murray a auditionné Kenny pour jouer dans Rocko's Modern Life à Los Angeles, Californie, aux États-Unis. Lors d'une occasion, Kenny devait incarner le rôle de Charlie Adler, absent pour l'enregistrement. Joe Murray choisit également Kenny pour faire la voix des personnages La Limace et le chef scout Lourdingue dans Camp Lazlo, du fait que Murray, sachant la performance de Kenny pour son travail dans Rocko's Modern Life, jugeait que Kenny « de la ramenait trop. »
Il prête également sa voix au Chien dans Michat-Michien, ainsi qu'à Cliff. Il joue également certaines voix de la série Les Supers Nanas sous les rôles du maire, du narrateur, de Mitch Mitchelson, de La Vipère et d'Arturo du Gang des véreux. Il joue également Eduardo, et d'autres personnages dans la série Foster, la maison des amis imaginaires. Kenny interprète d'autres personnages de la série Xiaolin Showdown, et des Autobots dans les films Transformers.
De 2004 à 2008, il interprète le personnage de DC Comics le Pingouin dans la série d'animation Batman. Il prête également sa voix à Mumbo Jumbo dans la série Teen Titans[réf. nécessaire] et est annoncé dans la série d'animation Batwheels prévue pour 2022.
Il joue Mr. Hal Gibson dans la série d'animation pour enfants Mega Robot Super Singes Hyperforce Go ! Il joue également Yancy Fry et d'autres personnages secondaires de la série Futurama. Il joue aussi le Roi des Glaces dans la série Adventure Time. En 2009, Kenny joue le personnage de Muhammad Sabeeh Fa-ach Nuabar dans la sitcom Sit Down, Shut Up. La série est diffusée pour la première fois aux États-Unis en avril 2009. Kenan Thompson, Kristin Chenoweth, Jason Bateman, Nick Kroll, Cheri Oteri, Henry Winkler, Will Arnett et Will Forte font également partie du casting.